# Sannäsfjord
Der Sannäsfjord (schwedisch Sannäsfjorden) ist eine Bucht in der Gemeinde Tanum im Norden der historischen Provinz Bohuslän.
Am Ostufer befindet sich die Ortschaft Sannäs. In der Mündung liegt die Insel Havsten. Im Norden wird der Sannäsfjord durch die Klättahalbinsel und im Süden durch die Havstenssundshalbinsel begrenzt.

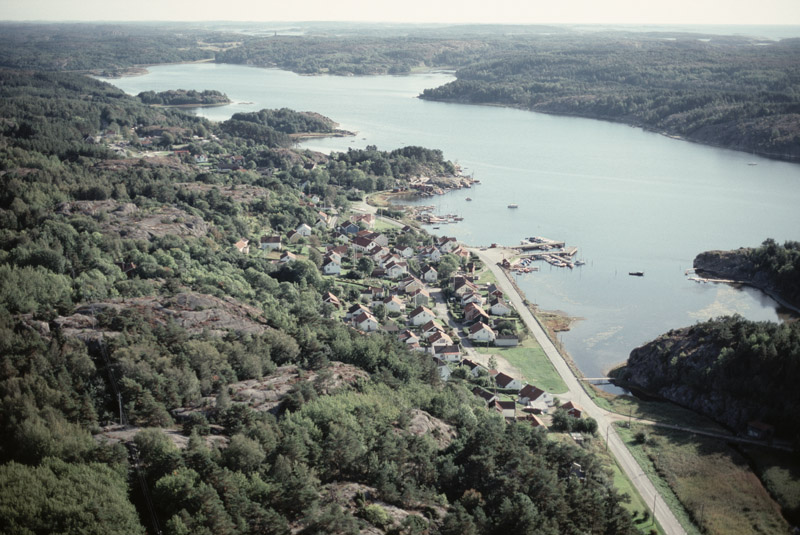
Sannäs

Der Sannäsfjord wurde erstmals in den norwegischen Königssagen als Sämsfjord genannt. Diesen Namen behielt er auch, als das Gebiet im Jahr 1658 schwedisch wurde. Mit dem Größerwerden der Siedlung Sannäs änderte sich die Bezeichnung zu Sannäsfjord.
Zu Beginn des 20. Jahrhunderts existierten Pläne, vom inneren Teil der Bucht in Richtung Süden einen Kanal durch die Havstenssundshalbinsel bei Edsvik zu bauen, damit die Schifffahrt bei schlechtem Wetter nicht die gefährlichen Gewässer außerhalb von Tjurpannan nutzen musste.

## Natur
Im Sannäsfjord herrscht eine große biologische Vielfalt, aufgrund der unberührten Natur und Strömungen im Skagerrak, die salzhaltiges und frisches Wasser mit sich führen. Gleichzeitig ist der Einfluss von Brackwasser aus der Ostsee und von verunreinigtem Flusswasser aus Norwegen für schwedische Verhältnisse sehr gering. Die Gewässer, die in den Sannäsfjord münden, sind auch relativ frei von Verschmutzungen. Im Gebiet gibt es große Flächen mit gewöhnlichem Seegras, diese sind für das marine Leben äußerst wichtig als Nahrungs- und Aufzuchtgebiet für Kabeljau, Scholle und Aale. Es gibt eine große Austernpopulation und im äußeren Teil immer noch reiche Hummergewässer. Der Sannäsfjord ist Teil eines Natura 2000 Schutzgebietes in Bohusläns Schärengarten.